# La Sonnaz
La Sonnaz est une commune suisse du canton de Fribourg, située dans le district de la Sarine.

## Géographie
Le territoire de La Sonnaz s'étend sur 6,9 km2. Lors du relevé de 2013-2018, les surfaces d'habitations et d'infrastructures représentaient 8,8 % de sa superficie, les surfaces agricoles 64,2 %, les surfaces boisées 22,6 % et les surfaces improductives 4,0 %.
| Misery-Courtion |           | Courtepin      |
| Belfaux         | La Sonnaz | Guin           |
| Belfaux         | Givisiez  | Granges-Paccot |

## Histoire
La Sonnaz comprend les localités suivantes avec les dates des différentes fusions :
| Localité      | Année de fusion |
| ------------- | --------------- |
| Cormagens     | 2004            |
| Formangueires | 1982 et 2004    |
| La Corbaz     | 2004            |
| Lossy         | 1982 et 2004    |

## Démographie

### Évolution de la population
Selon l'Office fédéral de la statistique, La Sonnaz compte 1 381 habitants en 2022. Sa densité de population atteint 200 hab./km2.
Le graphique suivant résume l'évolution de la population de La Sonnaz entre 1850 et 2019 (incluant les communes fusionnées pendant cette période) :

### Pyramide des âges
En 2020, le taux de personnes de moins de 30 ans s'élève à 37,2 %, au-dessus de la valeur cantonale (35,2 %). Le taux de personnes de plus de 60 ans est quant à lui de 17,7 %, alors qu'il est de 22 % au niveau cantonal.
La même année, la commune compte 608 hommes pour 625 femmes, soit un taux de 49,3 % d'hommes, inférieur à celui du canton (50,1 %).
| Hommes | Classe d’âge | Femmes |
| ------ | ------------ | ------ |
| 0,0    | 90 ans ou +  | 0,3    |
| 4,1    | 75 à 89 ans  | 5,8    |
| 13,7   | 60 à 74 ans  | 11,5   |
| 23,5   | 45 à 59 ans  | 21,8   |
| 22,4   | 30 à 44 ans  | 22,6   |
| 19,2   | 15 à 29 ans  | 18,4   |
| 17,1   | - de 14 ans  | 19,7   |

| Hommes | Classe d’âge | Femmes |
| ------ | ------------ | ------ |
| 0,4    | 90 ans ou +  | 1,0    |
| 5,9    | 75 à 89 ans  | 7,4    |
| 14,5   | 60 à 74 ans  | 14,8   |
| 22,2   | 45 à 59 ans  | 21,9   |
| 21,0   | 30 à 44 ans  | 20,6   |
| 19,1   | 15 à 29 ans  | 18,3   |
| 17,0   | - de 14 ans  | 16,0   |

### Personnalités liées à La Sonnaz
L'architecte fribourgeois Conrad Lutz.